# Nuoto ai XIX Giochi asiatici - 100 metri rana femminili
La gara dei 100 metri rana femminili di nuoto ai XIX Giochi asiatici si è svolta il 27 settembre 2023, durante i XIX Giochi asiatici, presso l'Hangzhou Olympic Sports Expo Center.

## Podio
| Pos.    | Atleta        | Nazione  |
| ------- | ------------- | -------- |
| Oro     | Reona Aoki    | Giappone |
| Argento | Satomi Suzuki | Giappone |
| Bronzo  | Yang Chang    | Cina     |

## Record
Prima della manifestazione il record del mondo (RM), il record asiatico (AS) e il record dei giochi (RC) erano i seguenti.
|  | 1'04"13 | Lilly King    | 25 luglio 2017 Fukuoka  |
|  | 1'05"19 | Reona Aoki    | 2 marzo 2022 Tokyo      |
|  | 1'06"40 | Satomi Suzuki | 19 agosto 2018 Giacarta |

Durante la competizione non sono stati migliorati record.

## Programma
| Data              | Ora (UTC+8) | Turno    |
| ----------------- | ----------- | -------- |
| 27 settembre 2024 | 11:04       | Batterie |
| 27 settembre 2024 | 20:13       | Finale   |

## Risultati

### Batterie
| Pos. | Batteria | Atleta                 | Nazionalità   | Tempo   | Note |
| ---- | -------- | ---------------------- | ------------- | ------- | ---- |
| 1    | 2        | Satomi Suzuki          | Giappone      | 1'06"46 | Q    |
| 2    | 3        | Letitia Sim            | Singapore     | 1'07"27 | Q    |
| 3    | 3        | Reona Aoki             | Giappone      | 1'07"51 | Q    |
| 4    | 1        | Yang Chang             | Cina          | 1'07"66 | Q    |
| 5    | 2        | Ko Ha-ru               | Corea del Sud | 1'08"82 | Q    |
| 5    | 1        | Kim Hye-jin            | Corea del Sud | 1'08"82 | Q    |
| 7    | 2        | Zhu Leju               | Cina          | 1'09"32 | Q    |
| 8    | 3        | Phee Jinq En           | Malaysia      | 1'09"74 | Q    |
| 9    | 1        | Lin Pei-wun            | Taipei cinese | 1'10"00 |      |
| 10   | 1        | Lam Hoi Kiu            | Hong Kong     | 1'10"22 |      |
| 11   | 3        | Chen Pui Lam           | Macao         | 1'11"11 |      |
| 12   | 3        | Adelaida Pchelintseva  | Kazakistan    | 1'11"54 |      |
| 13   | 1        | Phurichaya Junyamitree | Thailandia    | 1'11"67 |      |
| 14   | 2        | Chang Yujuan           | Hong Kong     | 1'11"78 |      |
| 15   | 2        | Thanya Dela Cruz       | Filippine     | 1'12"04 |      |
| 16   | 2        | Christie Chue          | Singapore     | 1'12"29 |      |
| 17   | 3        | Phiangkhwan Pawapotako | Thailandia    | 1'12"42 |      |
| 18   | 1        | Lineysha               | India         | 1'15"60 |      |
| 19   | 3        | Vorleak Sok            | Cambogia      | 1'15"74 |      |
| 20   | 2        | Marina Abushamaleh     | Palestina     | 1'16"63 |      |
| 21   | 1        | Duana Lama             | Nepal         | 1'20"15 |      |
| 22   | 3        | Myadagmaa Altangerel   | Mongolia      | 1'25"40 |      |
| 23   | 2        | Een Shareef            | Maldive       | 1'36"57 |      |

### Finale
| Pos. | Atleta        | Nazionalità   | Tempo   | Note |
| ---- | ------------- | ------------- | ------- | ---- |
|      | Reona Aoki    | Giappone      | 1'06"81 |      |
|      | Satomi Suzuki | Giappone      | 1'06"95 |      |
|      | Yang Chang    | Cina          | 1'07"01 |      |
| 4    | Letitia Sim   | Singapore     | 1'07"13 |      |
| 5    | Ko Ha-ru      | Corea del Sud | 1'08"36 |      |
| 6    | Kim Hye-jin   | Corea del Sud | 1'08"87 |      |
| 7    | Zhu Leju      | Cina          | 1'09"11 |      |
| 8    | Phee Jinq En  | Malaysia      | 1'10"40 |      |